# Adolf Böttger

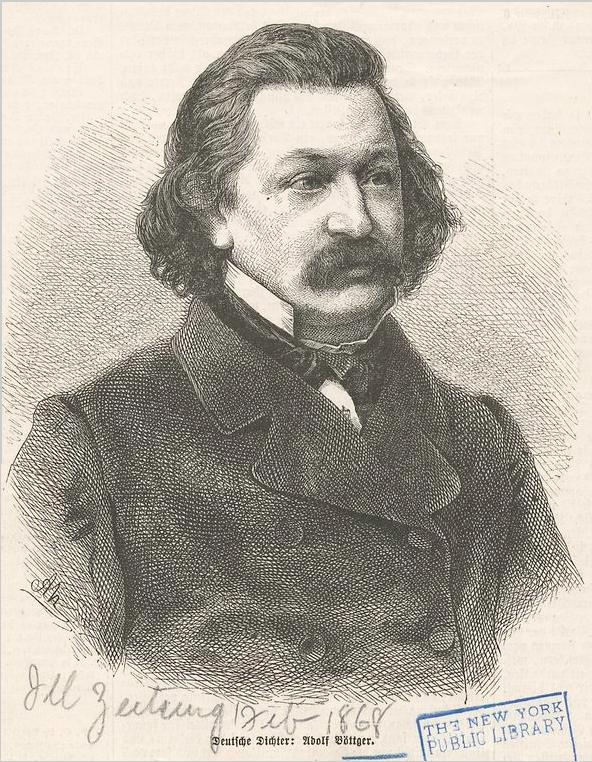
Adolf Böttger

Adolf Böttger (* 21. Mai 1815 in Leipzig; † 16. November 1870 in  Gohlis, heute zu Leipzig) war ein deutscher Lyriker, Dramatiker und Übersetzer. Er gilt als ein „vergessener Poet der Romantik“. Böttger übersetzte die Werke von Lord Byron und John Milton ins Deutsche.

## Leben
Sein Vater, als englischer Lexikograph nicht unbekannt, war Steuereinnehmer. Er erhielt seine Bildung auf der Thomasschule seiner Vaterstadt, deren Universität er auch besuchte, ohne sich gerade einer bestimmten Disziplin zu widmen. Die neueren Sprachen und unter ihnen namentlich die englische zogen ihn vor allem an und machten ihn zu dem gefeierten Übersetzer, ohne ihm selbst seine schöpferische Kraft zu nehmen. Böttger hat seine Vaterstadt fast nie verlassen, wie überhaupt sein Leben ohne besonders merkwürdige äußere Schicksale, aber auch ohne jede glänzende Anerkennung in immer mehr sich verengenden Kreisen verlief. Fast vereinsamt und in Trübsal versunken verschied er zu Gohlis bei Leipzig, wohin er sich im letzten Jahre zurückgezogen hatte. Seine Übersetzung der Werke von Lord Byron, welche zuerst 1840 erschien, dann aber mehrfach aufgelegt wurde, hat dem deutschen Volke zuerst die Tiefe dieses großen Dichters erschlossen und war bis auf Gildemeister mustergültig. Ebenso sind Übersetzungen Popes (1842), Goldsmiths (1843), Miltons (1846), Ossians (1847), Longfellows „Hiawatha“ (1856), sowie einzelne Dramen Shakespeares in ihrer fließenden, feingebildeten Form Zeugnisse dafür, dass der Übersetzer zugleich Dichter war. Aus dem Französischen übersetzte er nur 1853 Racines „Phädra“ und Ponsards „Odysseus“. Als selbständiger Dichter trat Böttger zuerst 1846 in den „Gedichten“ auf, deren melodische Form – bei freilich manchmal verfehltem Inhalt – anziehend wirkt. Für eine Gattung der Lyrik, von Gottschall als Blumenlyrik bezeichnet, gab Böttger durch die beiden größeren Dichtungen „Hyacinth und Lilialide“ (1849) und „Die Pilgerfahrt der Blumengeister“ (1851) den ersten Anstoß. Was bei ihm aber tief empfunden und lebendig geschildert war, wurde durch seine Nachtreter verflacht. Mit besonderer Vorliebe wendete sich Böttger der poetischen Erzählung zu, in den episch-lyrischen Dichtungen „Pausanias“ (1852), „Habana“ (1853), „Der Fall von Babylon“ (1855) und „Die Tochter des Kain“ (1865). Abweichend davon ist die Idylle „Goethe’s Jugendliebe“ (1861), deren Stil vortrefflich, deren Bilder sauber ausgeführt sind. Zu erwähnen dürften noch sein das unvollendete satirische Epos: „Till Eulenspiegel“ (1850), sowie sein Schwanenlied „Das Galgenmännchen“ (1870). Diesen seinen vorzüglichen Dichtungen mag man noch das Drama „Agnes Bernauer“ (1850) anreihen. Seine „Gesammelten Werke“ gab er (Leipzig 1864–1866) heraus, auch dies ohne den davon erhofften Gewinn.
Um 1844 gehörte er zu dem Kreis von Leipziger Persönlichkeiten, die sich mit Robert Schumann regelmäßig in der Restauration Zum Kaffeebaum traf. Schumanns Frühlingssinfonie entstand inspiriert von einem frischen, heiteren, optimistischen Frühlingsgedicht von Adolf Böttger.
1865 erschienen bei Dürr in Leipzig seine Gesammelten Dichtungen in sechs Bänden, 1889 bei Knaur in Leipzig eine zweite Auflage ebenfalls in sechs Bänden.